# 超ハマる!爆笑キャラパレード
『超ハマる!爆笑キャラパレード』（ちょうハマる!ばくしょうキャラパレード）は、フジテレビ系列で2016年4月23日から2017年3月25日まで放送されていたバラエティ番組。

## 概要
お笑い芸人が「プレゼンター」として登場し、しゃべり方・顔つき・動き・理不尽さ・非常識さなど誰もが思わず笑ってしまう、周りにいそうな人のクセや特徴を見つけ出し、それを人気芸人たちが次々とミニコントで披露する新キャラクター誕生バラエティ番組。普段はキャラネタをしない芸人やキャラネタを専門とするプロの芸人、お笑い芸人ではないタレントなどが幅広く出演していた。
2017年3月25日の放送をもって終了し、後継番組として南原、陣内、増田をMCとして続投した『ネタパレ』が放送開始した。

## 出演者
MC
- 南原清隆（ウッチャンナンチャン）

進行
- 永島優美（フジテレビアナウンサー）

レギュラー
- 陣内智則
- 綾部祐二（ピース）
- 増田貴久（NEWS） - 2016年10月15日（第17回放送分）から。

## 主なコーナー
- 南原がもう一度見たい ベストハマりキャラ → ベストハマりキャラ（ベストキャラ賞）

レギュラー放送でのコーナー。初回放送分から第5回放送分までは南原だけが『ベストハマりキャラ』を決めていたが第6回以降は南原だけでなくゲストも『ベストハマりキャラ』を決めるようになり、投票形式になった（投票順：ゲスト→陣内＆綾部→南原）。
- もしキャラが街に出たら

キャラプレゼンター（出演芸人）が主人公として街に飛び出してミニコントを披露する。
- ものまねキャラパレード

キャラプレゼンター（出演芸人）またはものまね芸人がものまねを披露する。
- キャラパレード歌謡祭（キャラパレ歌謡祭）

キャラプレゼンター（出演芸人）が歌を使ったミニコントを披露する。
- キャラパレードコラボ

キャラプレゼンター（出演芸人）と一緒に他のキャラプレゼンター（出演芸人）またはタレント・俳優・女優などがミニコントを披露する。
- ラップキャラ芸人 ナンバー1決定戦

発表されるお題でラップを披露し、スタジオの審査員による判定で優勝を決める。
- ワールドキャラパレード選手権

登場するキャラプレゼンター（出演芸人）がネタを披露し、会場の外国人50名による判定で優勝を決める。
末期には、これらのコーナー以外に番組の検証ものが多くなり、ミニコントをあまり披露しなくなっていた。

## FNS27時間テレビ
2016年7月23日・24日に放送された『FNS27時間テレビフェスティバル!』（『FNS27時間テレビ2016』）では、MCリレーメンバーに当番組の司会の南原が選ばれた。番組内では24日の昼に当番組のコーナーも行われて、「爆笑キャラパレードフェス 超ハマる!真夏のキャラ祭り」と題して放送された。過去の名物キャラクターを紅白に分けて、その面白さを競った。

## ネット局
| 放送対象地域  | 放送局             | 系列                                         | 放送期間                      | 放送日時           | ネット状況 | 備考     |
| ------------- | ------------------ | -------------------------------------------- | ----------------------------- | ------------------ | ---------- | -------- |
| 関東広域圏    | フジテレビ         | フジテレビ系列                               | 2016年4月23日 - 2017年3月25日 | 土曜 19:00 - 19:57 | 制作局     | 制作局   |
| 北海道        | 北海道文化放送     | フジテレビ系列                               | 2016年4月23日 - 2017年3月25日 | 土曜 19:00 - 19:57 | 同時ネット |          |
| 岩手県        | 岩手めんこいテレビ | フジテレビ系列                               | 2016年4月23日 - 2017年3月25日 | 土曜 19:00 - 19:57 | 同時ネット |          |
| 宮城県        | 仙台放送           | フジテレビ系列                               | 2016年4月23日 - 2017年3月25日 | 土曜 19:00 - 19:57 | 同時ネット |          |
| 秋田県        | 秋田テレビ         | フジテレビ系列                               | 2016年4月23日 - 2017年3月25日 | 土曜 19:00 - 19:57 | 同時ネット |          |
| 山形県        | さくらんぼテレビ   | フジテレビ系列                               | 2016年4月23日 - 2017年3月25日 | 土曜 19:00 - 19:57 | 同時ネット |          |
| 福島県        | 福島テレビ         | フジテレビ系列                               | 2016年4月23日 - 2017年3月25日 | 土曜 19:00 - 19:57 | 同時ネット |          |
| 新潟県        | 新潟総合テレビ     | フジテレビ系列                               | 2016年4月23日 - 2017年3月25日 | 土曜 19:00 - 19:57 | 同時ネット | [ 注 1 ] |
| 長野県        | 長野放送           | フジテレビ系列                               | 2016年4月23日 - 2017年3月25日 | 土曜 19:00 - 19:57 | 同時ネット |          |
| 静岡県        | テレビ静岡         | フジテレビ系列                               | 2016年4月23日 - 2017年3月25日 | 土曜 19:00 - 19:57 | 同時ネット |          |
| 富山県        | 富山テレビ         | フジテレビ系列                               | 2016年4月23日 - 2017年3月25日 | 土曜 19:00 - 19:57 | 同時ネット |          |
| 石川県        | 石川テレビ         | フジテレビ系列                               | 2016年4月23日 - 2017年3月25日 | 土曜 19:00 - 19:57 | 同時ネット |          |
| 福井県        | 福井テレビ         | フジテレビ系列                               | 2016年4月23日 - 2017年3月25日 | 土曜 19:00 - 19:57 | 同時ネット |          |
| 中京広域圏    | 東海テレビ         | フジテレビ系列                               | 2016年4月23日 - 2017年3月25日 | 土曜 19:00 - 19:57 | 同時ネット |          |
| 近畿広域圏    | 関西テレビ         | フジテレビ系列                               | 2016年4月23日 - 2017年3月25日 | 土曜 19:00 - 19:57 | 同時ネット |          |
| 鳥取県 島根県 | 山陰中央テレビ     | フジテレビ系列                               | 2016年4月23日 - 2017年3月25日 | 土曜 19:00 - 19:57 | 同時ネット |          |
| 岡山県 香川県 | 岡山放送           | フジテレビ系列                               | 2016年4月23日 - 2017年3月25日 | 土曜 19:00 - 19:57 | 同時ネット |          |
| 広島県        | テレビ新広島       | フジテレビ系列                               | 2016年4月23日 - 2017年3月25日 | 土曜 19:00 - 19:57 | 同時ネット |          |
| 愛媛県        | テレビ愛媛         | フジテレビ系列                               | 2016年4月23日 - 2017年3月25日 | 土曜 19:00 - 19:57 | 同時ネット |          |
| 高知県        | 高知さんさんテレビ | フジテレビ系列                               | 2016年4月23日 - 2017年3月25日 | 土曜 19:00 - 19:57 | 同時ネット |          |
| 福岡県        | テレビ西日本       | フジテレビ系列                               | 2016年4月23日 - 2017年3月25日 | 土曜 19:00 - 19:57 | 同時ネット |          |
| 佐賀県        | サガテレビ         | フジテレビ系列                               | 2016年4月23日 - 2017年3月25日 | 土曜 19:00 - 19:57 | 同時ネット |          |
| 長崎県        | テレビ長崎         | フジテレビ系列                               | 2016年4月23日 - 2017年3月25日 | 土曜 19:00 - 19:57 | 同時ネット |          |
| 熊本県        | テレビくまもと     | フジテレビ系列                               | 2016年4月23日 - 2017年3月25日 | 土曜 19:00 - 19:57 | 同時ネット |          |
| 宮崎県        | テレビ宮崎         | フジテレビ系列 日本テレビ系列 テレビ朝日系列 | 2016年4月23日 - 2017年3月25日 | 土曜 19:00 - 19:57 | 同時ネット |          |
| 鹿児島県      | 鹿児島テレビ       | フジテレビ系列                               | 2016年4月23日 - 2017年3月25日 | 土曜 19:00 - 19:57 | 同時ネット |          |
| 沖縄県        | 沖縄テレビ         | フジテレビ系列                               | 2016年4月23日 - 2017年3月25日 | 土曜 19:00 - 19:57 | 同時ネット |          |
| 大分県        | テレビ大分         | 日本テレビ系列 フジテレビ系列                | 不定期放送                    | 不定期放送         | 遅れネット |          |

## スタッフ
放送終了時点でのスタッフ
- 企画・演出：木月洋介（フジテレビ）
- 構成：山内正之、くらなり、今村クニト→虎太郎、今関ちなつ、安斎友朗、宮森かわら
- ナレーション：永島優美、佐藤アサト
- TP：高瀬義美
- SW：宮本直也
- CAM：上田軌行
- VE：山下悠介
- 音声：浮所哲也
- 照明：根本進
- 美術プロデュース：副島翔太郎（フジテレビ）
- デザイン監修：鈴木賢太（フジテレビ）
- デザイン：武田紗代子（フジテレビ）
- 美術進行：西嶋友里、鈴木あみ
- 大道具：松本達也、裏隠居徹
- アクリル装飾：相原加奈
- 装飾：百瀬貴弥
- 電飾・特殊装置：後藤佑介
- ファイバーワーク：西村怜子
- マルチ：大高貢、西脇正則
- 衣裳：古川富美子
- 持道具：山本恵
- スタイリスト：中谷東一
- メイク：水落万里子
- 音響効果：松長芳樹（デジタルサーカス）、小堀一（OKK）
- TK：松下絵里
- CG：鈴木鉄平、久保田幸、川﨑正裕
- 編集：吉川豪、川口達也、渡邉茂樹
- MA：小林由愛子
- 美術協力：フジアール
- 技術協力：ニューテレス、fmt、IMAGICA、ライスフィールド、JOYSOUND
- スタッフ協力：FCC、クラフト
- 編成：藤井修（フジテレビ）
- 広報：山本麻祐子（フジテレビ）
- データ放送：腰塚悠（フジテレビ）
- デスク：小林琴美、弦牧和子
- AP：岡野明子、黒柳法子、小柳麻希子
- 制作プロデューサー：阿見たか子（イースト・エンタテインメント、阿見→以前はAP）、岡江美香子
- PRディレクター：佐藤詳悟
- ディレクター：斉田泰伸（イースト・エンタテインメント）、小林正彦・北山拓・角山僚祐・寺田裕（フジテレビ）、佐藤一輝（GUTS）、財津猛、嘉元規人（アズバーズ）、齋藤龍佑、登内翼斗（フジテレビ、登内→以前はFD）
- 演出：山田賢太郎（フジテレビ）/渡辺資（クラフト）、岡田純一（オイコーポレーション）、庄司裕暁（FCC）、久保田集（イースト・エンタテインメント）（山田・庄司・久保田→共に以前はディレクター）
- プロデューサー：朝妻一・速水大介（フジテレビ）、田岸宏一（クロスエイト）、高橋洋子（クラフト）、鈴木康祝（イースト・エンタテインメント）
- チーフプロデューサー：浜野貴敏
- 制作協力：イースト・エンタテインメント
- 制作：フジテレビ制作局第二制作センター
- 制作著作：フジテレビ

過去のスタッフ
- ナレーション：野中藍
- 美術プロデューサー：平岡慶太（フジテレビ）
- 音響効果：千本洋（デジタルサーカス）
- MA：山岸慎一郎
- AP：小関悠介（フジテレビ）
- ディレクター：田中美咲（フジテレビ）